# 콘웨이 카발

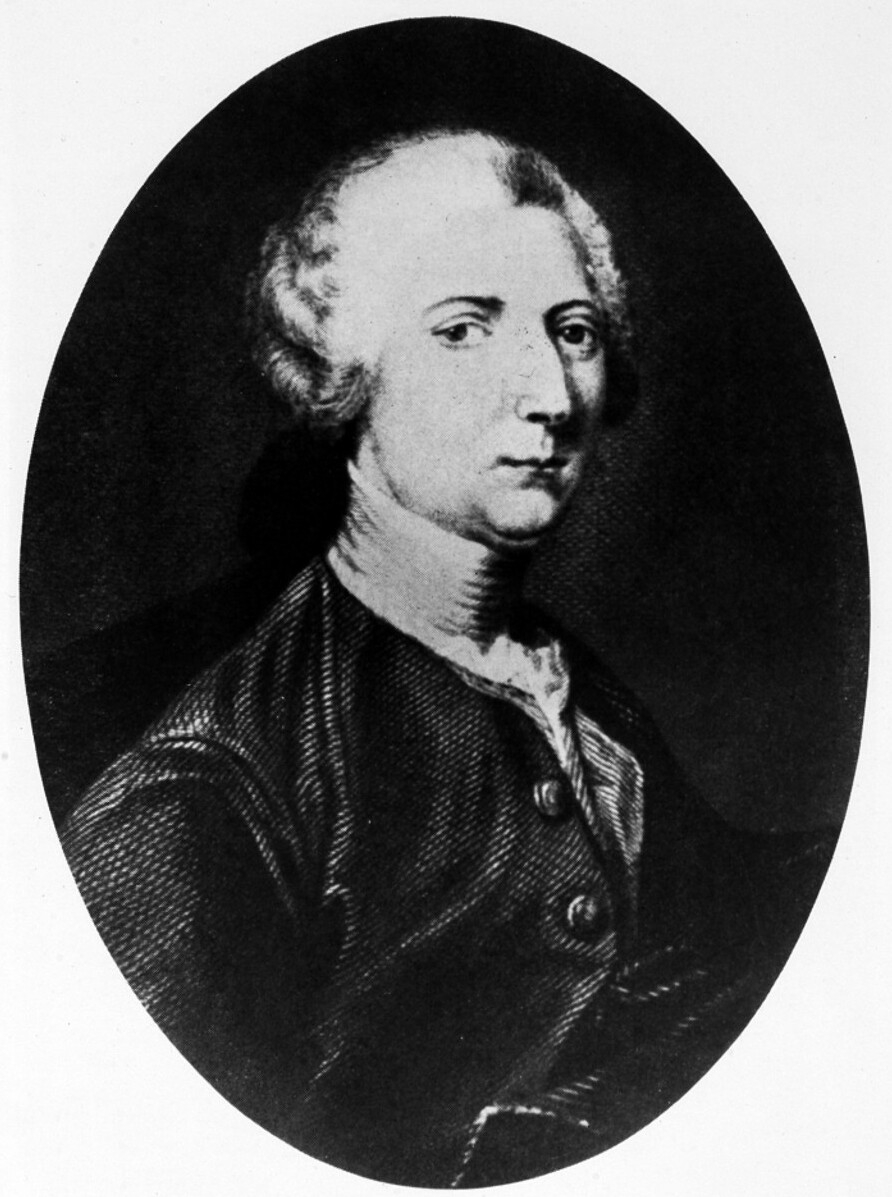
토마스 콘웨이의 초상화

콘웨이 카발(영어: Conway Cabal)은 1777년 말부터 1778년 초까지 미국 독립 전쟁 중 조지 워싱턴을 대륙육군 총사령관 자리에서 교체하려 했던 고위 대륙육군 장교들의 그룹이다. 이 사건은 워싱턴을 비판하는 편지를 제2차 대륙회의에 전달한 준장 토마스 콘웨이의 이름을 따서 명명되었다. 이러한 제안들(대개 워싱턴이나 전쟁의 전반적인 진행에 대한 비판과 불만의 표현에 불과했던)이 공개되자, 워싱턴의 지지자들은 그를 정치적으로 돕기 위해 움직였다.
콘웨이는 결국 군에서 사임했고, 워싱턴을 대체할 주요 후보였던 호레이쇼 게이츠 장군은 사건에서의 자신의 역할에 대해 사과했다. 워싱턴의 총사령관 해임을 공식적으로 요청한 적은 없었다. 워싱턴은 어떤 음모가 있을 수도 있다고 우려했지만, 다양한 불만 세력들 사이에 공식적인 음모가 있었다는 징후는 없었다. 이것은 전쟁 중 워싱턴의 지휘에 대한 유일한 주요 정치적 위협이었다.

## 배경

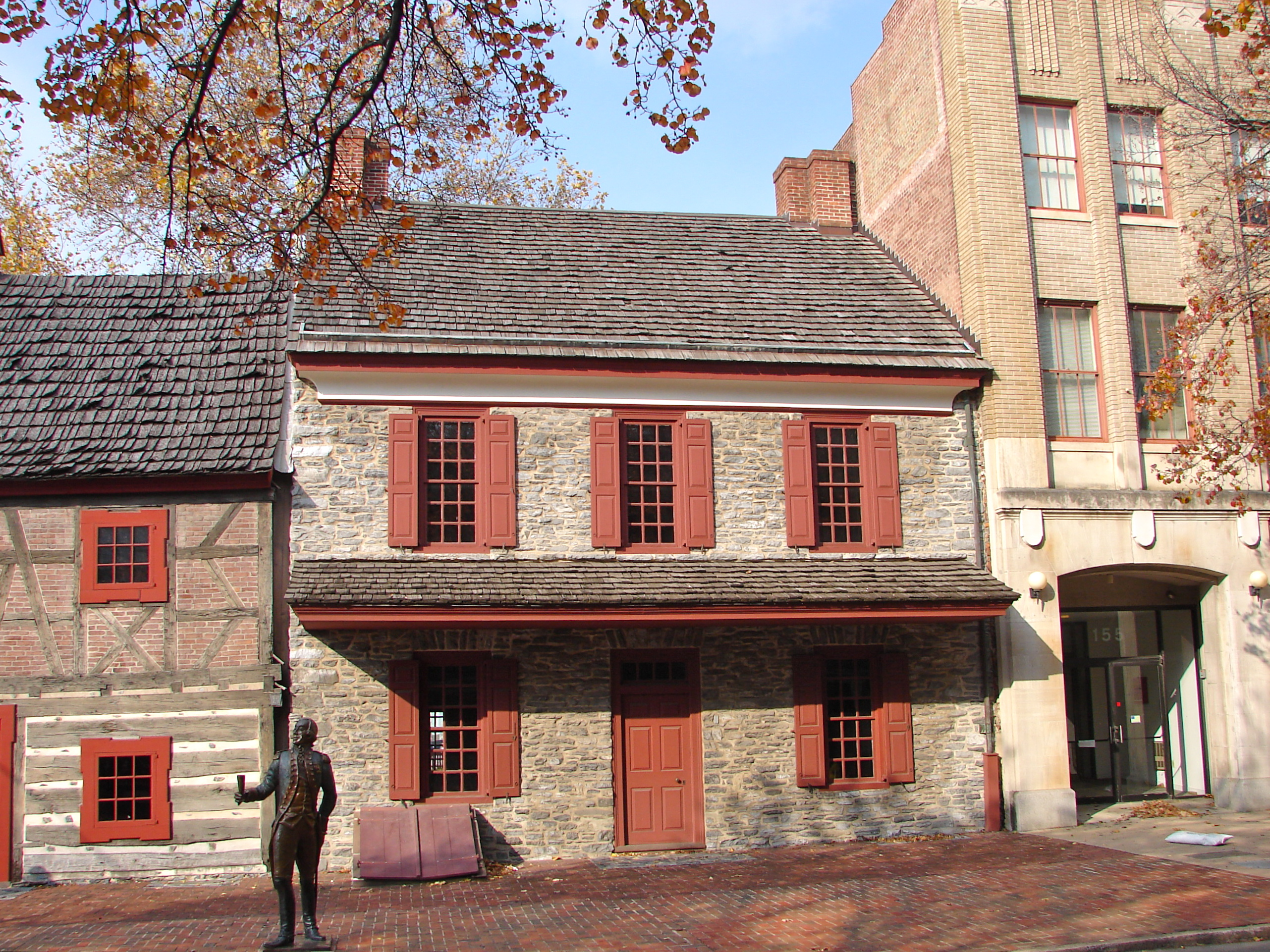
요크 (펜실베이니아주)에 있는 게이츠 장군 하우스. 이곳에서 카발의 핵심 회의가 열렸다고 전해진다.

1777년 가을, 영국군은 제2차 대륙회의의 본거지인 필라델피아를 점령했고, 의회는 요크로 이전할 수밖에 없었다. 일련의 군사적 좌절(주로 9월 브랜디와인 전투와 10월 저먼타운 전투에서의 패배)은 대륙육군과 의회의 많은 사람들이 조지 워싱턴의 전쟁 지도력에 의문을 제기하게 만들었다. 이와 대조적으로, 호레이쇼 게이츠 장군의 북부군은 존 버고인의 군대에 대한 결정적인 승리를 거두어 새러토가 전투 후 버고인이 그의 전군을 항복시키도록 강요했다. 게이츠는 논란의 여지가 있었지만 이 승리에 대한 공로를 주장했다. 일부 역사학자들은 이것이 9월 19일 첫 전투에서 영국군의 반복적인 공격에 대해 효과적으로 거의 독립적으로 자신의 진지를 방어했던 베네디트 아널드의 행동 때문이라고 생각한다. 또한 게이츠가 아널드에게 충분한 증원군을 제공하지 않아 전투가 완전한 미국 승리로 이어지지 못했다고 주장되었지만, 이 문제에 대해서는 보편적인 동의가 이루어지지 않았다. 게이츠는 의회와 정치적으로 잘 연결되어 있었다. 리처드 헨리 리, 존 애덤스, 새뮤얼 애덤스와 같은 일부 의원들은 전쟁 노력에 대한 의회의 더 강력한 통제를 원했고 게이츠를 지지했다. 존 애덤스는 워싱턴의 교체를 특별히 요구하지 않았지만, 워싱턴이 군사적 우상이 되는 것을 우려했고 이것이 공화주의에 미칠 영향에 대해 두려워했다.
군사 관례에 따르면 새러토가 이후 게이츠는 그의 직속 상관인 워싱턴에게 공식 보고서를 보냈어야 했다. 그러나 게이츠는 워싱턴을 건너뛰고 의회에 직접 보고서를 보냈다. 워싱턴은 그의 참모 장교인 알렉산더 해밀턴 대령을 보내 게이츠를 만나 워싱턴을 대신하여 그의 여단 세 개를 필라델피아 외곽의 워싱턴 병력에게 보내라고 지시했다. 그 논리는 워싱턴이 막 수도를 점령한 영국군 사령관 제5대 하우 자작 윌리엄 하우의 병력과 싸우기 위해 더 많은 병력이 필요했지만, 게이츠는 대적할 주요 영국군이 없다는 것이었다. 게이츠는 여단들을 유지하기를 원했고 다른 영국군이 공격할 수도 있다고 제안했다. 그런 다음 그는 요청된 세 개 중 가장 약한 것으로 해밀턴이 알아낸 600명 규모의 여단 하나만을 보내는 데 동의했다. 마침내 해밀턴은 게이츠에게 두 개의 여단을 보내겠다는 약속을 받아냈다. 동시에 게이츠는 워싱턴에게 해밀턴을 보낸 것에 대해 질책하는 편지를 썼다.

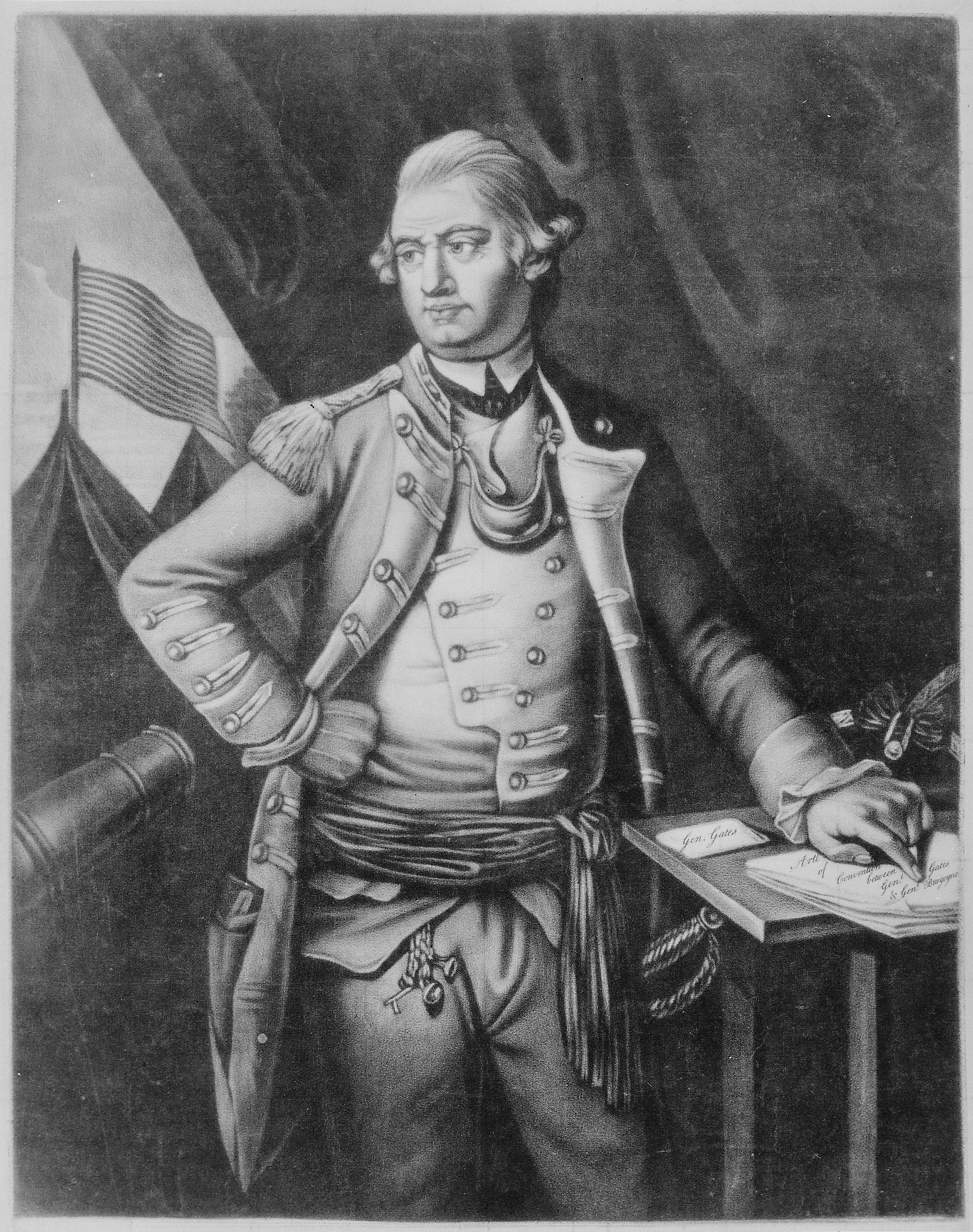
호레이쇼 게이츠 장군

"음모"는 전쟁의 진행에 불만을 품은 불만스러운 장교들과 의회 대표들이 취한 다양한 행동을 묘사하는 데 사용하기에는 너무 강한 용어일 수 있다. 관련된 대부분의 사람들은 워싱턴이 완벽하지 않은 총사령관이라는 견해만 공유했으며, 그들의 활동 중 조율된 것은 거의 없었다. 게이츠 장군은 워싱턴을 대체할 스토킹 호스로 이용되었으며, 자신도 사령관 자리를 위해 로비를 벌였지만, 의회 내의 강력한 반발에 대한 책임은 없었다. 펜실베이니아에서 워싱턴의 지휘에 대한 반대는 전직 의회 대표이자 워싱턴과 긴밀히 협력했던 대륙육군의 전 병참감이었던 토머스 미플린에 의해 주도되었다. 워싱턴을 단순한 아마추어로 보는 그의 견해는 리, 벤저민 러시, 그리고 아마도 다른 사람들에 의해 지지되었다. 대륙육군에 임관된 여러 외국 장교들도 워싱턴을 비판했다. 이들 중에는 특히 요한 드 칼브, 루이 르벡 뒤포르타유, 그리고 토마스 콘웨이가 포함되었다.

## 콘웨이의 편지
토마스 콘웨이는 프랑스에서 교육을 받았고 프랑스군에서 복무했던 아일랜드인이었다. 미국 외교관 사일러스 딘에게 스카우트되어 1777년 봄 워싱턴의 뉴저지주 모리스타운 본부에 도착했다. 워싱턴의 지지를 받아 의회는 그를 대륙육군 준장으로 임명했고, 그는 필라델피아 전역 동안 워싱턴 휘하에서 상당한 공을 세웠다. 그의 전투 경험에는 브랜디와인 전투와 저먼타운 전투에서의 뛰어난 복무가 포함되었다. 1777년 10월, 콘웨이는 워싱턴에 대한 비판을 포함한 글들을 통해 소장으로의 진급을 위해 의회에 로비하기 시작했다. 워싱턴은 차례로 콘웨이를 불신하게 되었고, 그의 개인적인 행동이 오만하고 참을 수 없다고 여겼다. 콘웨이는 자신이 대륙육군 소장이 되면 프랑스군으로 복귀했을 때 준장이 될 수 있다는 사실에 자신의 진급 욕구가 뿌리박혀 있다고 공개적으로 인정했다. 워싱턴은 콘웨이의 진급에 반대했는데, 콘웨이보다 계급이 높고 진급할 자격이 더 있는 많은 미국 태생 장교들이 그러한 움직임에 불만을 가질 것이라고 생각했기 때문이다. 그는 콘웨이를 "두드러진 공적이 없는" 사람으로 지목했으며 그의 진급이 "군대의 존재에 치명적인 타격을 줄 것"이라고 말했다. 그는 이어서 "이런 극복할 수 없는 어려움이 내 길에 던져진다면 나는 더 이상 어떤 봉사도 할 수 없을 것"이라고 덧붙였다. 이것은 사임하겠다는 암묵적인 위협으로 간주되었다. 콘웨이의 자기 홍보 노력의 일환으로 그는 게이츠에게 편지를 썼는데, 그 편지에서 그는 "하늘은 당신의 나라를 구하기로 결정했습니다; 그렇지 않았다면 약한 장군과 나쁜 참모들이 그것을 차지했을 것입니다"라고 말했다고 한다.

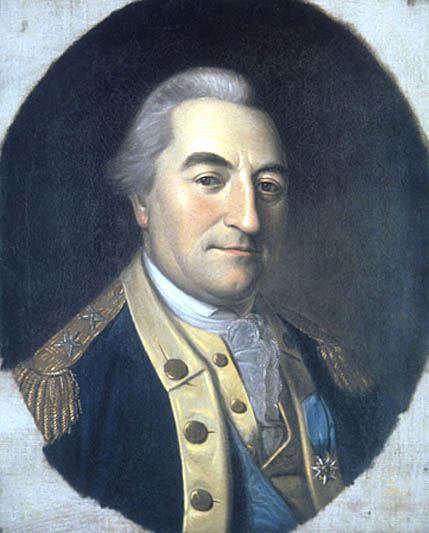
요한 드 칼브 (찰스 윌슨 필 작)도 워싱턴을 비판했다.

제임스 윌킨슨은 게이츠의 부관으로 술에 취해 윌리엄 알렉산더 장군(스털링 경)에게 이 인용문을 폭로했다. 알렉산더는 1777년 11월 8일 워싱턴에게 이 인용문을 편지로 전달했다. 이것은 워싱턴이 그의 부하들이 그를 대체하기 위해 뒤에서 음모를 꾸미고 있을 가능성을 고려하게 만들었다. 그는 특히 게이츠가 사라토가에서의 성공으로 정치적으로 잘 연결되어 있고 인기가 있다는 것을 이미 알고 있었다.
워싱턴은 콘웨이에게 짧은 편지를 썼다.
각하, 어젯밤 제가 받은 편지에 다음 문단이 있었습니다. 게이츠 장군에게 보낸 콘웨이 장군의 편지에는" 그리고 위 구절을 인용했다. 콘웨이는 즉시 게이츠에게 편지를 썼다는 것을 인정했지만, 인용된 구절을 썼다는 것을 부인했다. 콘웨이는 또한 이 편지에서 워싱턴을 다시 비판하며 "당신의 조언은 일반적으로 건전하고 적절하지만, 당신은 경험, 지식 또는 판단력 면에서 당신에게 미치지 못하는 사람들의 영향을 자주 받았습니다"라고 썼다. 워싱턴은 콘웨이가 게이츠에게 보낸 실제 편지를 결코 보지 못했다. 그러나 헨리 로렌스는 보았고 워싱턴에게 발췌문을 보냈다. "게이츠 장군 같은 사람이 한 명뿐이라는 것이 얼마나 안타까운가! 하지만 이 군대를 볼수록 나는 현재의 지휘관들 밑에서 일반적인 작전에 적합하지 않다고 생각한다 [...] 나는 당신에게 진심으로 말하며 당신 밑에서 복무할 수 있기를 바란다.
워싱턴이 역시 불신했던 토머스 미플린 장군과 콘웨이가 군 지휘부에 대한 우려를 표명했던 미플린 장군은 게이츠에게 무슨 일이 일어났는지 알렸다. 게이츠는 워싱턴에게 "이 편지들은 저도 모르는 사람들에게 몰래 복사되었습니다"라고 불평하며, 그 편지를 워싱턴이 아닌 로렌스에게 보낼 것이라고 썼다. 이러한 태도는 워싱턴을 전혀 달래지 못했고, 그와 게이츠의 관계는 악화되었다.

## 전쟁 위원회
워싱턴은 군에 보급할 전쟁 위원회 창설을 제안했고, 유능한 외국 장교를 총감으로 임명할 수 있도록 요청했다. 미플린과 리는 이 제안을 전쟁 위원회를 최고 군사 권한으로 만들고, 총감이 워싱턴을 감독하고 전쟁 위원회에 직접 보고하는 프로그램으로 바꾸었다. 두 사람은 이 계획을 의회에서 통과시켰다. 콘웨이의 편지에서 워싱턴은 그와 미플린이 가깝다고 추측했다. 11월 중순, 의회는 미플린과 게이츠를 전쟁 위원회에 임명하기로 결정했다. 콘웨이의 사임서는 위원회에 회부되었고, 위원회는 이를 거부했다.

## 결론
콘웨이는 12월 13일 육군 총감이라는 염원하던 승진을 받았다. 결국 워싱턴은 윌킨슨이 그 편지의 출처임을 밝혔다. 게이츠는 콘웨이와의 서신에 대해 사과하고 거짓말을 할 수밖에 없었다. 콘웨이 장군은 1778년 4월 의회에 사직서를 제출했고, 의회는 이를 수락했다. 여전히 불만족스러웠던 워싱턴은 그의 지지자들에게 콘웨이와 그의 동맹들에게 결투를 신청하라고 촉구했다. 윌킨슨은 게이츠를 배신하고 그에게 결투를 신청했지만, 윌킨슨에 따르면 게이츠는 울면서 어떤 불쾌감을 준 것에 대해 사과했고 결투는 한동안 취소되었다. 두 번째 결투는 1778년 8월에 벌어졌지만, 어느 쪽도 다치지 않았다. 7월 4일, 콘웨이는 존 캐드월라더 준장과 결투를 벌였다. 캐드월라더는 그의 입을 쐈고 총알은 그의 머리를 관통했다. "나는 저 망할 악당의 거짓말하는 혀를 어쨌든 멈추게 했다"고 그는 말했다. 콘웨이가 부상으로 고통받는 동안 그는 워싱턴에게 사과 편지를 썼지만 답장은 오지 않았다. 회복 후 그는 프랑스로 돌아갔다.
참가자 중 누구도 워싱턴을 공식적으로 축출하려 했다는 증거는 없다. 그것은 엄밀히 말해 "카발"이 아니었다. 오히려 워싱턴에 대한 신뢰가 부족하고, 적어도 일부 경우에 그를 게이츠 장군으로 교체하기를 원했던 군 지도자들과 의회 의원들의 느슨한 네트워크였다. 콘웨이 카발 이후, 국가는 대부분 워싱턴을 중심으로 단결했으며, 그는 국가 통합의 상징으로 여겨졌다. 남은 전쟁 기간 동안 그를 교체하려는 눈에 띄는 시도는 없었다.

## 추가 자료
- Buchanan, John (2004). 《The Road to Valley Forge: How Washington Built the Army that Won the Revolution》. Hoboken, NJ: John Wiley & Sons. ISBN 978-0471-44156-4.
- Chernow, Ron (2004). 《Alexander Hamilton》. London, UK: Penguin Books. ISBN 978-1101-20085-8.
- Cox, Howard W. (2023). American Traitor: General James Wilkinson's Betrayal of the Republic and Escape From Justice. Washington, DC: Georgetown University Press. ISBN 978-1647-12341-0
- Ferling, John E. (2010). 《The First of Men: A Life of George Washington》. Oxford, NY: Oxford University Press. ISBN 978-0199-74227-1.
- Flexner, James Thomas (1974). 《Washington: The Indispensable Man》. Boston, MA: Little, Brown. ISBN 0-316-28605-2.
- Lender, Mark Edward (2019). Cabal! The Plot against George Washington. Yardley, PA: Westholme Publishing.
- Rossie, Jonathan Gregory (1975). 《The Politics of Command in the American Revolution》. Syracuse, NY: Syracuse University Press. ISBN 0-8156-0112-3.